# Општина Ардеоани (Бакау)
Ардеоани (рум. Ardeoani) општина је у Румунији у округу Бакау.
Oпштина се налази на надморској висини од 409 m.